# EastLink
Der EastLink ist eine Stadtautobahn in Melbourne im Süden des australischen Bundesstaates Victoria. Er verbindet den Eastern Freeway in Donvale durch die östlichen und südlichen Vororte der Stadt mit dem Frankston Freeway in Carrum Downs. Die Benutzung ist mautpflichtig. Er ist Teil des Ringstraßensystems von Melbourne.

## Geschichte

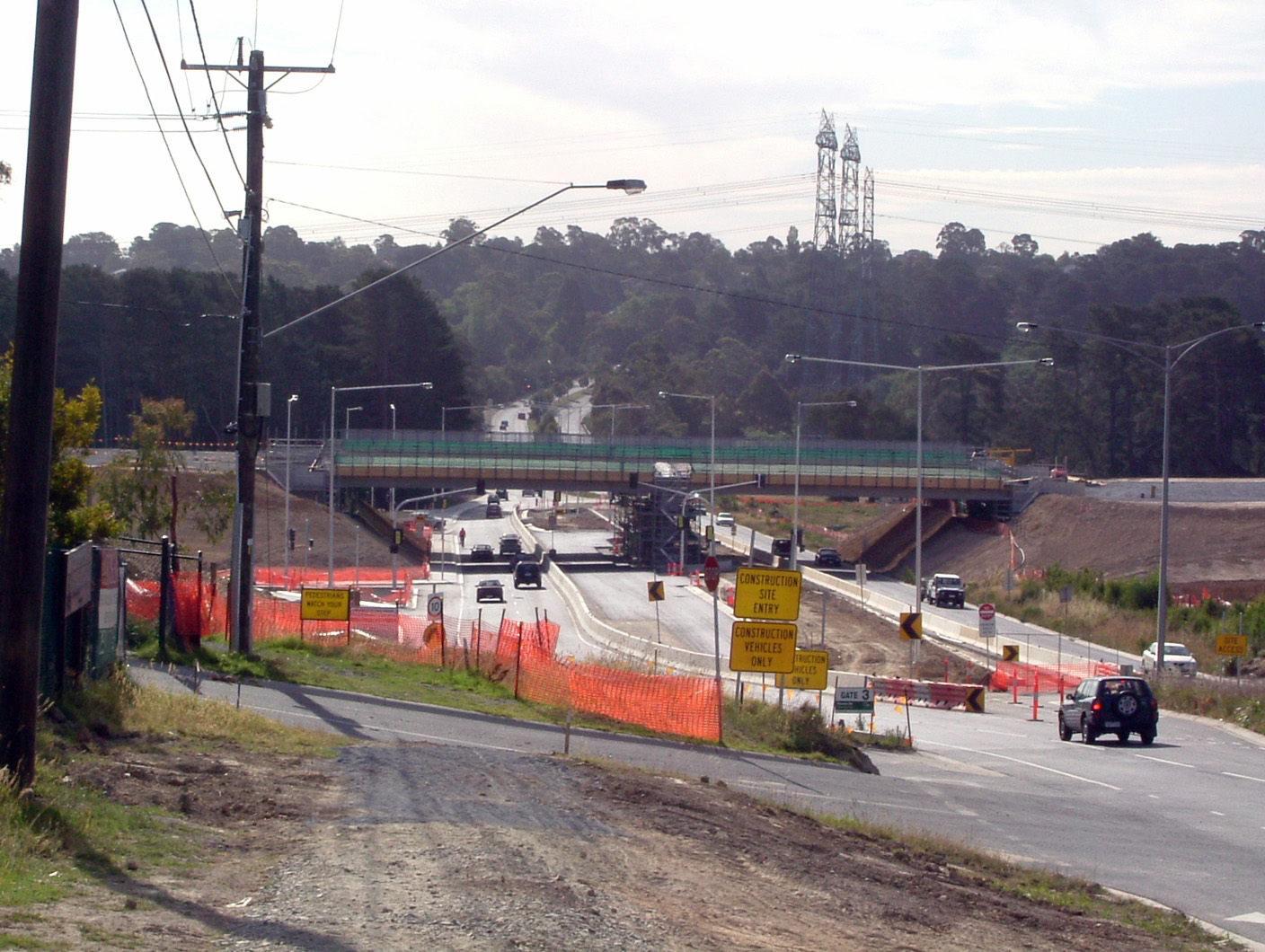
Bau des EastLink über die Boronia Road in Wantirna

Im Melbourne Transportation Plan von 1969 findet sich die geplante Straße als Freeway-Korridor F35.
Über diese Autobahnverbindung wurde immer wieder diskutiert: Die eine Seite führte die Vorteile eines kompletten Autobahnrings um Melbourne an, die andere die dadurch zu erwartenden Umweltschäden. Im Oktober 1999 kündigte die Bracks-Regierung an, dass die Pläne für die Autobahn – die die Labour-Regierung im Wahlkampf nicht versprochen hatte – gestrichen seien. Stattdessen sollte eine Eisenbahnlinie nach Rowville entstehen und die Straßenbahnlinie 75 nach Knox verlängert werden. Nichts von alledem wurde jedoch realisiert. Im August 2000 gab dieselbe Regierung bekannt, dass sie nun versuche, bundesstaatliche Zuschüsse für den Bau der Autobahnverbindung zu erlangen. Dafür musste die Straße als „Straßenverbindung von nationaler Bedeutung“ eingestuft werden, obwohl sie kein Teil des nationalen Highway-Netzes werden sollte. Die komplette Kehrtwende der Regierung wurde von Organisationen wie der Public Transport Users Association (Fahrgastverband der öffentlichen Verkehrsmittel) stark kritisiert, da sie bedeutete, dass nun wiederum das Eisenbahnprojekt nach Rowville gestrichen wurde. 2001 reichte Paul Mees, ein Absolvent der University of Melbourne, eine Klage gegen Transportminister Peter Batchelor und VicRoads wegen eines Umweltvergehens beim Bundesgerichtshof ein. Den Behörden sollte verboten werden, „künftig irgendwelche Maßnahmen zum Bau des Scorseby Freeway oder der Eastern Ring Road einzuleiten“. Er gab an, dass die Autobahn Zugvögel stören, Pflanzenarten ausrotten und Feuchtgebiete zerstören würde. Auch sollte die Autobahn Teil eines weiterführenden Plans einer Ringstraße nach Greensborough sein. Aufgrund des schwebenden Verfahrens wurde der Autobahnring aus dem Entwurf eines Strategiepapiers entfernt.
2003 wurde die Southern and Eastern Integrated Transport Authority (SEITA) von der Staatsregierung von Victoria eingesetzt. Sie sollte das Projekt für die Regierung überwachen und Ausschreibung und Vergabe durchführen.
Im Oktober 2004 vergab die SEITA den Auftrag für Planung, Bau und Betrieb des EastLink an ConnectEast, eine Firma, die im November 2004 im ASX gelistet wurde. ConnectEast wiederum beauftragte Thiess-John Holland, ein Joint-Venture zweier großer Bauunternehmen mit der Feinplanung und dem Bau des EastLink.
ConnectEast ist 39 Jahre lang für den Betrieb der Straße zuständig. Der Bau des EastLink begann im März 2005 und am 29. Juni 2008 wurde die Straße eröffnet.
Nach der Öffnung der neuen Verbindung am 29. Juni 2008 sank das Verkehrsaufkommen auf den benachbarten Straßen Stud Road, Springvale Road und Blackburn Road um 30 bis 40 Prozent, aber das Verkehrsaufkommen am Eastern Highway stieg um 5 Prozent an der Kreuzung mit der Burke Road und um 1 bis 2 Prozent an der Hoddle Street in der Innenstadt. Durchschnittlich 270.686 Fahrzeuge befahren täglich diese Straße und seit 23. Juli 2008 werden die Mautgebühren erhoben. In der ersten Woche der Mauterhebung fiel das tägliche Verkehrsaufkommen auf 133.722 Fahrzeuge. Dies war im Rahmen der erwarteten 40 bis 50 Prozent Verringerung, aber 1/3 unterhalb der vorausgesagten Zahlen. Die durchschnittliche Maut pro Fahrt beträgt AU-$3,10, mehr als die vorausgesagten AU-$ 2,91.
In den ersten sechs Betriebsmonaten erwirtschaftete der EastLink einen Verlust von fast AU-$ 93 Mio. 2010 hatte sich die Straße bereits amortisiert, obwohl das von Experten erwartete Verkehrsaufkommen nach unten korrigiert werden musste.

### Namensgeschichte
Über die Jahre gab es viele Namen für das Projekt: Eastern Ring Road, Scoresby Freeway, Scoresby Bypass und Mitcham Frankston Freeway.
Am 23. März 2005, also mit dem Baubeginn, gab der damalige Premierminister von Victoria, Steve Bracks, bekannt, dass die neue Straße EastLink heißen sollte.
Am 27. Februar 2008 wurde angekündigt, dass der Anschluss des EastLink an den Monash Freeway Tom Wills Interchange – nach dem Erfinder des Australian Football – benannt wird. Am 24. März 2008 gab Tim Pallas bekannt, dass die beiden parallelen Tunnel Melba und Mullum Mullum heißen sollen.

## Verlauf
Der EastLink beginnt am östlichen Ende des Eastern Freeway (M3) an der Springvale Road in Nunawading und unterquert in Tunneln den Vorort Ringwood und den Mullum Mullum Creek. Dann führt er ca. 40 km nach Süden Richtung Frankston, wobei er durch die Vororte Wantirna, Wantirna South, Scoresby, Rowville, Mulgrave, Dandenong North, Noble Park, Keysborough, Dandenong South, Bangholme und Carrum Downs führt. Er endet am Nordende des Frankston Freeway (S11).
Der größte Teil der Autobahn ist sechsstreifig ausgebaut, doch zwischen Thompson Road und Frankston Freeway ist er es nur vierstreifig.

### Kreuzungen und Anschlüsse

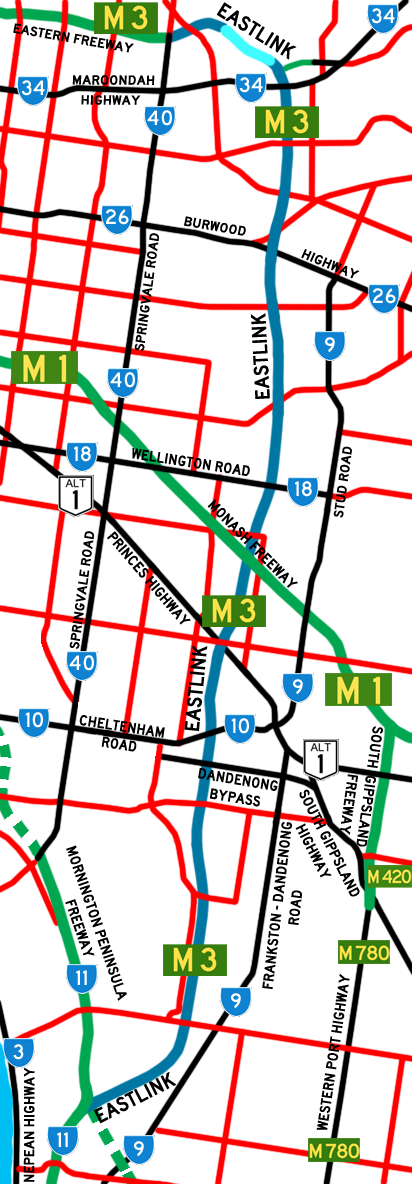
Karte desEastLink und der umgebenden Straßen

| Anschlüsse Richtung Norden                                            | Entfernung nach Melbourne über (km) | Entfernung nach Frankston (km) | Anschlüsse Richtung Süden                                             |
| Ende EastLink weiter als Eastern Freeway nach Melbourne               | 22                                  | 44                             | Beginn EastLink vom Eastern Freeway                                   |
| Nunawading, Donvale Springvale Road                                   | 22                                  | 44                             | Beginn EastLink vom Eastern Freeway                                   |
| MELBA TUNNEL                                                          | --                                  | --                             | MULLUM MULLUM TUNNEL                                                  |
| Ringwood, Mount Dandenong Ringwood Bypass                             | 27                                  | 39                             | Ringwood, Mount Dandenong Ringwood Bypass                             |
| Nunawading, Box Hill (Abbiegen nur nach links) Maroondah Highway      | 27                                  | 39                             | Ringwood, Box Hill Maroondah Highway                                  |
| EISENBAHNLINIE NACH BELGRAVE EISENBAHNLINIE NACH LILYDALE             | 27                                  | 39                             | EISENBAHNLINIE NACH BELGRAVE EISENBAHNLINIE NACH LILYDALE             |
| Forest Hill, Heathmont Canterbury Road                                | 29                                  | 37                             | Heathmont, Forest Hill Canterbury Road                                |
| Mitcham, Wantirna Boronia Road                                        | 31                                  | 35                             | Wantirna, Mitcham Boronia Road                                        |
| Burwood, Belgrave Burwood Highway                                     | 33                                  | 33                             | Belgrave, Burwood Burwood Highway                                     |
| Glen Waverley, Wantirna South High Street Road                        | 35                                  | 31                             | Wantirna South, Glen Waverley High Street Road                        |
| Oakleigh, Scoresby Ferntree Gully Road                                | 38                                  | 28                             | Scoresby, Oakleigh Ferntree Gully Road                                |
| BP SERVICE CENTER                                                     | 39                                  | 27                             | BP SERVICE CENTER im Bau                                              |
| Mulgrave, Rowville Wellington Road                                    | 40                                  | 26                             | Rowville, Mulgrave Wellington Road                                    |
| no exit                                                               | 42                                  | 24                             | Dandenong North, Springvale Police Road                               |
| Anschlüsse Richtung Norden                                            | Entfernung nach Melbourne über (km) | Entfernung nach Frankston (km) | Anschlüsse Richtung Süden                                             |
| Springvale, Dandenong North Police Road                               | 29                                  | 23                             | TOM WILLS INTERCHANGE Warragul, Traralgon, Melbourne Monash Freeway   |
| TOM WILLS INTERCHANGE Chadstone, Melbourne Monash Freeway             | 29                                  | 23                             | TOM WILLS INTERCHANGE Warragul, Traralgon, Melbourne Monash Freeway   |
| Oakleigh, Dandenong Princes Highway                                   | 31                                  | 21                             | Dandenong, Oakleigh Princes Highway                                   |
| EISENBAHNLINIE INS GIPPSLAND METROLINIEN NACH PAKENHAM UND CRANBOURNE | 33                                  | 19                             | EISENBAHNLINIE INS GIPPSLAND METROLINIEN NACH PAKENHAM UND CRANBOURNE |
| keine Ausfahrt                                                        | 34                                  | 18                             | Dandenong, Mentone Cheltenham Road                                    |
| Keysborough, Dandenong Dandenong Bypass                               | 36                                  | 16                             | Dandenong, Keysborough Dandenong Bypass                               |
| Mordialloc, Narre Warren Greens Road                                  | 38                                  | 14                             | Narre Warren, Mordialloc Greens Road                                  |
| Carrum, Cranbourne Thompson Road                                      | 44                                  | 8                              | Cranbourne, Carrum Thompson Road                                      |
| Beginn EastLink weiter vom Frankston Freeway                          | 47                                  | 5                              | Flinders, Portsea Peninsula Link im Bau                               |
| Beginn EastLink weiter vom Frankston Freeway                          | 47                                  | 5                              | Carrum Downs, Cranbourne Rutherford Road                              |
| Beginn EastLink weiter vom Frankston Freeway                          | 47                                  | 5                              | Ende EastLink weiter als Frankston Freeway nach Frankston / Portsea   |

### Dandenong Bypass
Ein 4,8 km langes Stück des Dingley Freeway namens Dandenong Bypass wurden von ConnectEast und Thiess-John Halland im Rahmen des EastLink-Projektes gebaut. Die Ortsumgehung wurde am 9. Dezember 2007 eröffnet.